# André Dochy
André Dochy, né le 12 mars 1928 à Halluin et mort le 31 octobre 2011 dans la même ville, est un haltérophile français, évoluant dans la catégorie des poids moyens.
Il est médaillé de bronze aux Championnats d'Europe d'haltérophilie 1950 et aux Championnats d'Europe d'haltérophilie 1951.